# Oreophryne brevicrus
Espèce
Statut de conservation UICN

 DD  : Données insuffisantes
Oreophryne brevicrus est une espèce d'amphibiens de la famille des Microhylidae.

## Répartition
Cette espèce est endémique du centre de la Nouvelle-Guinée. Elle se rencontre entre 2 800 et 3 000 m d'altitude dans la province indonésienne de Papouasie en Nouvelle-Guinée occidentale et dans l’extrême Ouest de la Papouasie-Nouvelle-Guinée.

## Description
Oreophryne brevicrus mesure entre 27 et 36 mm.

## Publication originale
- Zweifel, 1956 : Microhylid frogs from New Guinea, with descriptions of new species. American Museum novitates, no 1766, p. 1-49 (texte intégral).